# 一等軍曹
一等軍曹（いっとうぐんそう、英語：Sergeant first class、（SFC））は、いくつかの軍隊などの武官組織で使用されている下士官の階級であり、通常は上級下士官に区分される。

## アメリカ陸軍

陸軍一等軍曹の階級章

アメリカ陸軍における一等軍曹は、下士官・兵の7番目の階級である。給与等級E-7(NATO階級コード:OR-7)に該当し、E-8に該当する先任曹長や曹長の下、E-6に該当する二等軍曹の上の階級であり、上級下士官（SNCO）に指定される最初の下士官の階級である。
一等軍曹は通常、中隊レベルでは小隊軍曹、大隊レベルでは大隊作戦下士官として配属されるが、部隊の種類によっては他の役職を兼ねることもある。戦闘部隊における一般的な一等軍曹は、装甲小隊（14人の兵士と4台の戦車から成る。）やライフル小隊（36人の兵士から成る4個分隊から成る。）では小隊軍曹として、小隊長（小隊長は通常、将校である少尉）に次ぐ第2位の地位にある。一等軍曹は、戦術的なレベルで後方支援や死傷者の救護、小隊長の上級戦術顧問を務めることを主な任務とする。一等軍曹は、1948年に技能軍曹の階級に代わって設置された（ただし1947年に陸軍から分離したアメリカ空軍では現在でも技能軍曹の階級が設置されている。またアメリカ海兵隊では1959年まで技能軍曹の階級が設置されていた。）。
一等軍曹は、通常は単に「軍曹」と呼ばれるが、例外もあり野戦砲兵部隊では小隊軍曹たる一等軍曹は一般的に「スモーク（Smoke）」と呼ばれている。また一等軍曹が、先任曹長の職務を担当するように命じされた場合、その一等軍曹は「先任曹長」と呼ばれる。このような例は「フロッキング」と呼ばれ、通常は曹長へ昇進予定の一等軍曹が指定され、正式な昇進前でも曹長の階級章を着用することが可能となる。
一等軍曹は、アメリカ陸軍の集中昇進制度（the centralized promotion system）により昇進が決定される最初の階級である。そのため、それまでの階級よりも昇進がかなり困難となる。一等軍曹は、上級下士官とされる最初の下士官階級であり、この階級に昇進した兵士は尊敬を受け、種々の利益を享受することができる。しかしながら、よくある迷信に反し、一等軍曹からの降格には議会の承認は必要としない。一等軍曹から二等軍曹への降格は、大佐以上を指揮官とする部隊の司令官の権限となる。そのため独立した分遣隊や中隊以下の部隊の場合など、中佐以下を指揮官とする部隊の場合、その降格権限は、指揮系統上、大佐以上を指揮官とする直近の上位部隊の司令官が行使することになる。上位司令部に直属する一等軍曹の降格権限は、大佐以上の階級になる直近の司令官によって行使されなければならない。
一等軍曹という階級は、1890年に誕生し、その後、職種ごとに細分化され、陸軍全体で128種類にも及ぶ階級システムに成長した。そのため1920年に、陸軍全体で下士官階級を簡略化するために廃止され、技能軍曹の階級が設置された。この時の一等軍曹の階級は、陸軍衛生部隊や兵器、通信、補給、法執行などの技術部隊で使用され、歩兵、騎兵、機甲などの野戦部隊の中隊に参謀下士官として設置されていた旗手軍曹、補給軍曹、無線軍曹と同等のものであった。陸軍は、1948年に技能軍曹に代わり、一等軍曹の階級を復活させた。

## 画像

Водник 1 класа Vodnik 1 klasa (北マケドニア陸軍)
Vodnik 1 klase (モンテネグロ陸軍)
Sergeant der eerste klasse (オランダ陸軍)
Sersjant 1. klasse (ノルウェー陸軍)
Sergeant first class (アメリカ陸軍)